# Gouret de salon

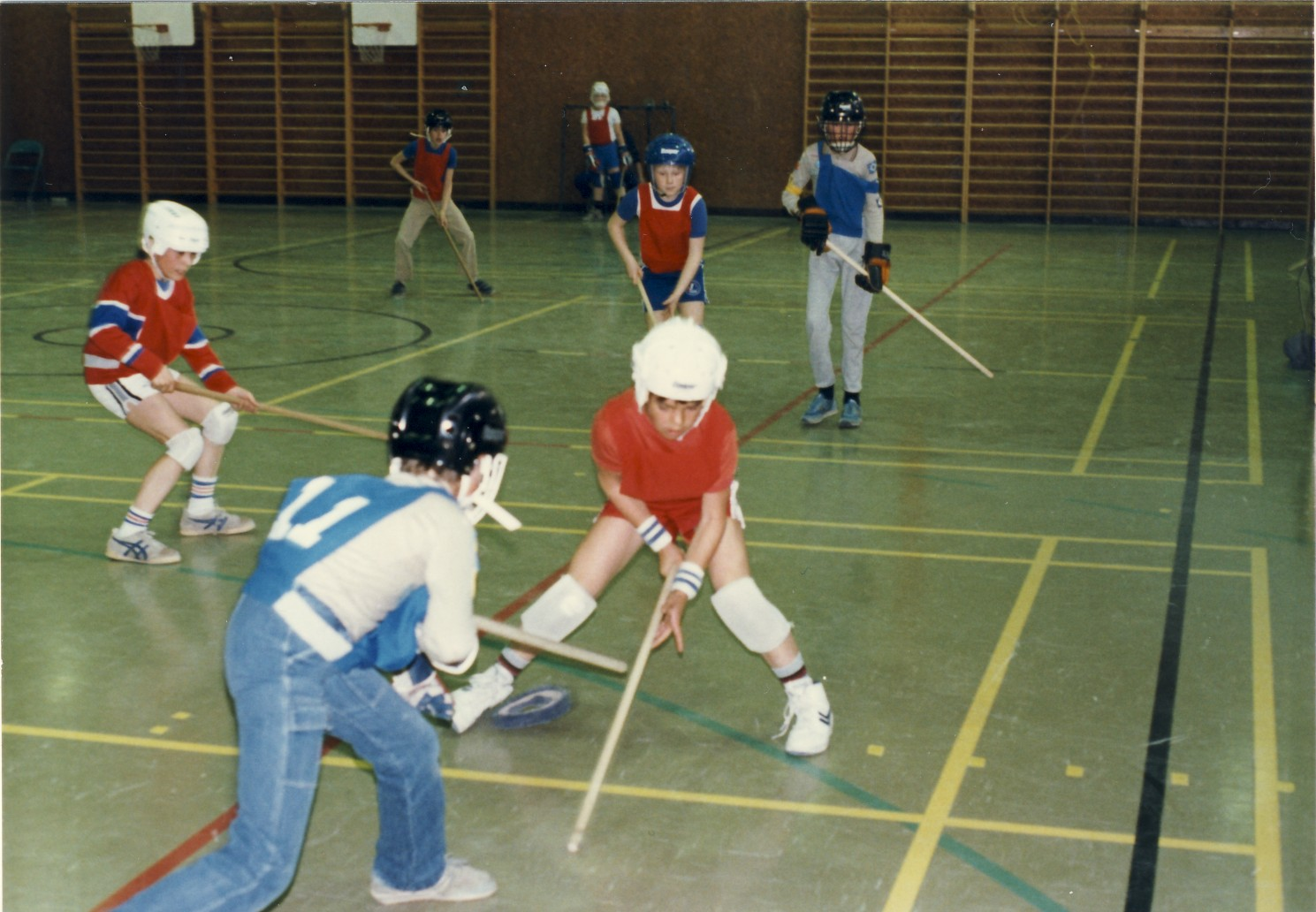
Partie de gouret de salon

Le gouret de salon, parfois appelé hockey de salon ou simplement gouret, est un sport collectif récréatif d'intérieur qui est un proche parent du hockey sur glace et de la ringuette. En Suisse, il est connu sous le nom de donut-hockey.

## Description
Le gouret de salon se joue dans un gymnase ou autre salle possédant un plancher lisse de bois, de béton ou de matière similaire. Au lieu d'une rondelle de hockey on utilise un anneau fait de feutre et de cuir d'un diamètre d'environ 20 cm, et au lieu d'un bâton de hockey, un bâton droit aux bouts arrondis appelé gouret. L'anneau est déplacé en le faisant glisser sur le sol au moyen du bâton passé à l'intérieur. Les passes et les tirs au but peuvent se faire d'une manière similaire au lancer du poignet au hockey sur glace.
L'équipement de protection des joueurs peut comprendre un casque, des gants, des genouillères, etc. On peut utiliser des buts de hockey sur glace ou d'autres buts de dimensions approchantes.
Le gouret de salon est joué presque exclusivement de façon récréative ou dans des ligues locales. De ce fait, il ne semble pas exister de code règlementaire largement diffusé.

## Popularité
Le gouret de salon a été surtout populaire au Québec  des années 1920, aux années 1980 environ. Plus récemment, il semble avoir été dépassé en popularité par le hockey cosom ou hockey-balle.
Le gouret a aussi été populaire dans la ville belge d'Arlon, lieu de naissance de l'ancien meneur de l'équipe championne du monde en 1977, Jean-Luc Arnould. Aujourd'hui celui-ci partage avec ses élèves de l'Institut Sainte Marie d'Arlon sa passion pour ce sport.[réf. nécessaire]
Le gouret est joué principalement par des enfants et des adolescents dans les écoles, les centres de loisirs, les patros, et chez les scouts. Il est aussi pratiqué par des adultes,.

## Origine du motgouret
En France, le gouret (ou gorette, gourret, gourro en occitan ; de l’étymon gorr-, ‘truie’ ; cf. goret ‘porc’) était un jeu assez différent, aussi nommé jeu de la truie. Dans ce jeu, les joueurs étaient divisés en deux camps, les uns cherchaient à mettre dans un trou, à l'aide d'un bâton, un caillou de la grosseur d'un œuf, tandis que les autres cherchaient à les en empêcher.
Le jeu de la truie (« à la truye ») est cité par Rabelais, dans le chapitre XXII de Gargantua (1534). Il n’y a pas d’attestation bien ancienne pour le mot goret, gouret, gourre, qu'on peine à rencontrer avant le XVIIIe siècle.
Dans les années 1950, les religieux à l'école, y compris le Cardinal Léger, archevêque de Montréal, disaient Gouret au lieu de Hockey sur glace, affirmant que c'était un anglicisme.

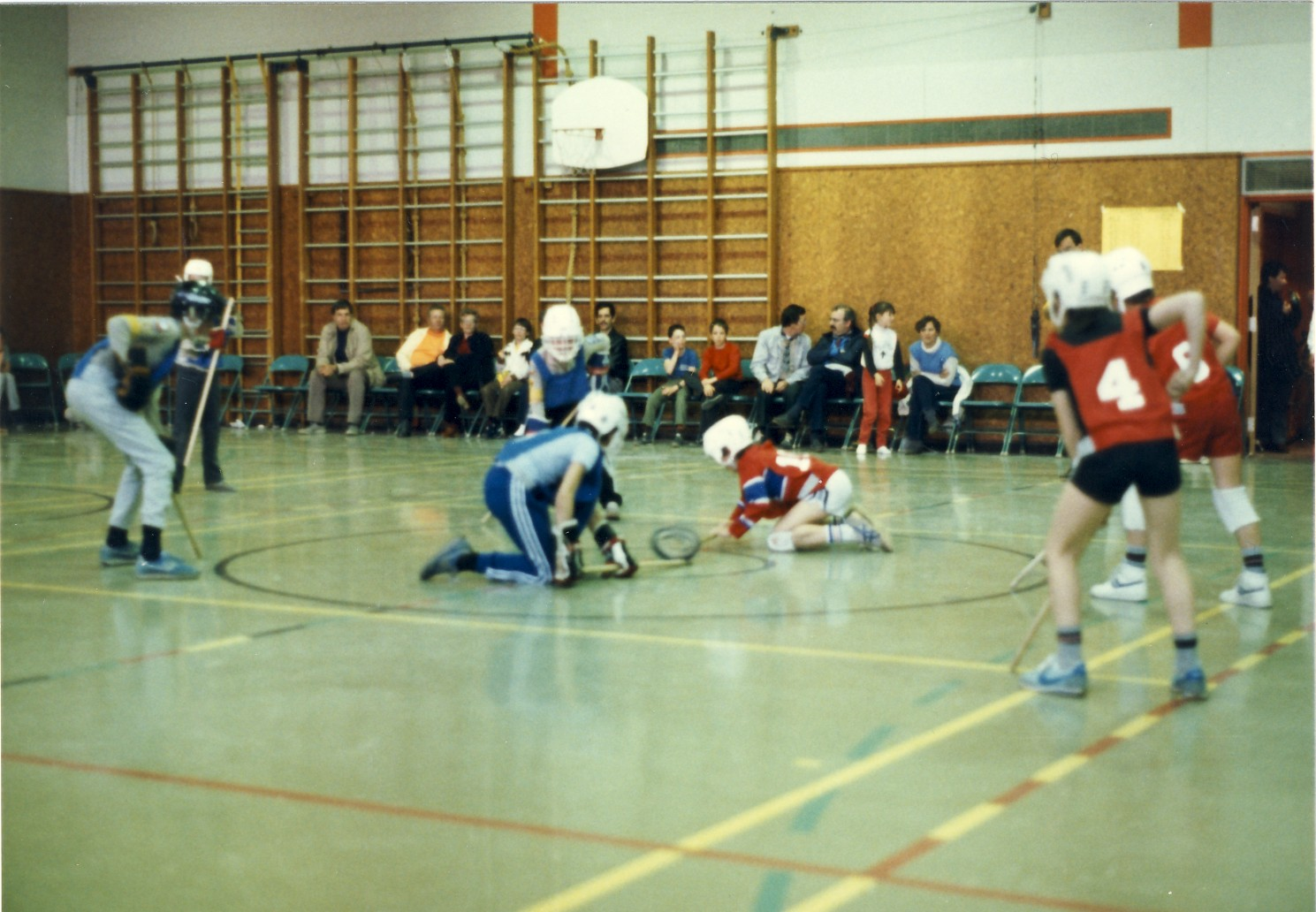
Mise en jeu: la rondelle est placée entre les deux gourets tenus horizontalement sur le sol.
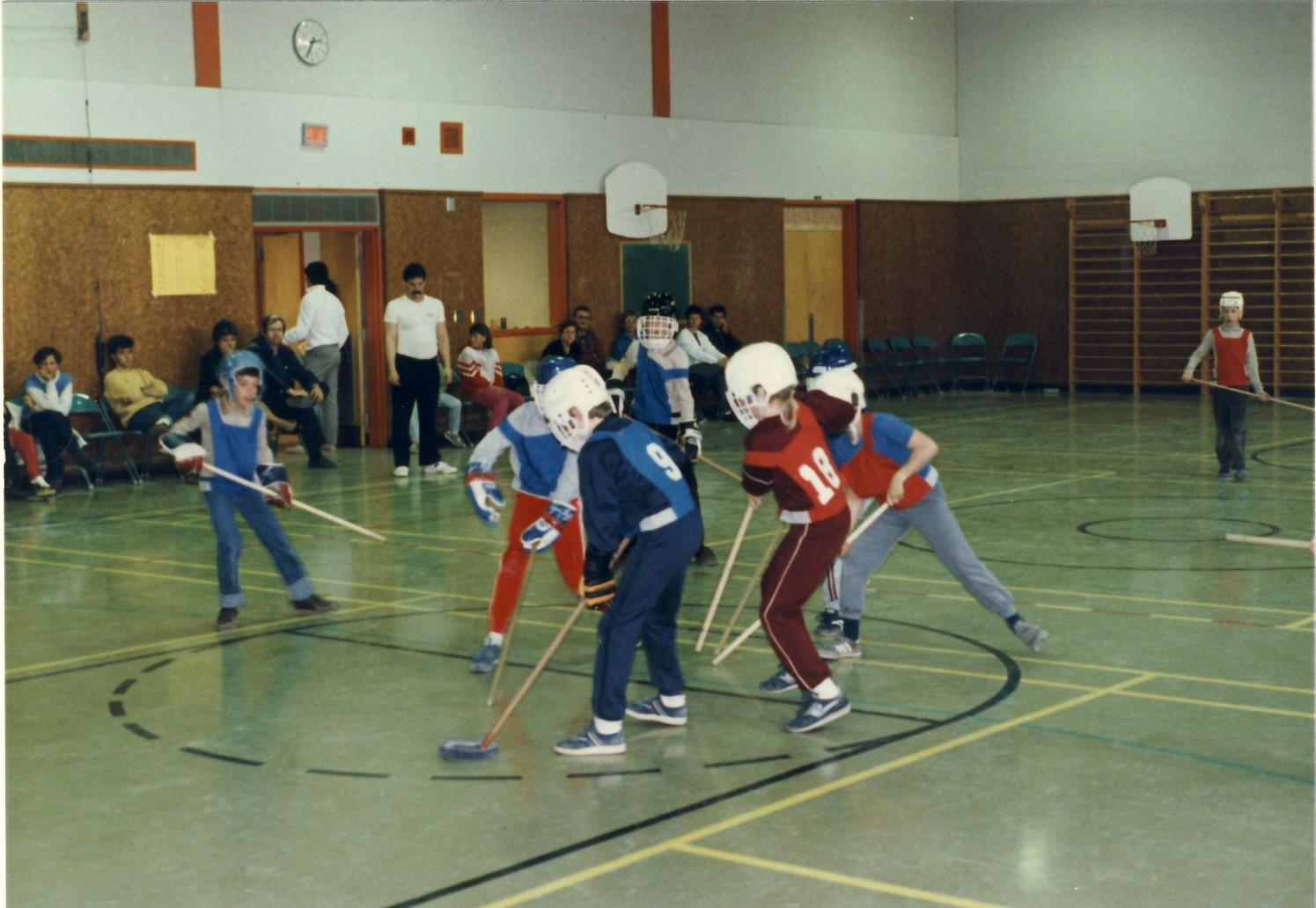
La rondelle est manœuvrée en plaçant le gouret par le centre de la rondelle pour la faire glisser.
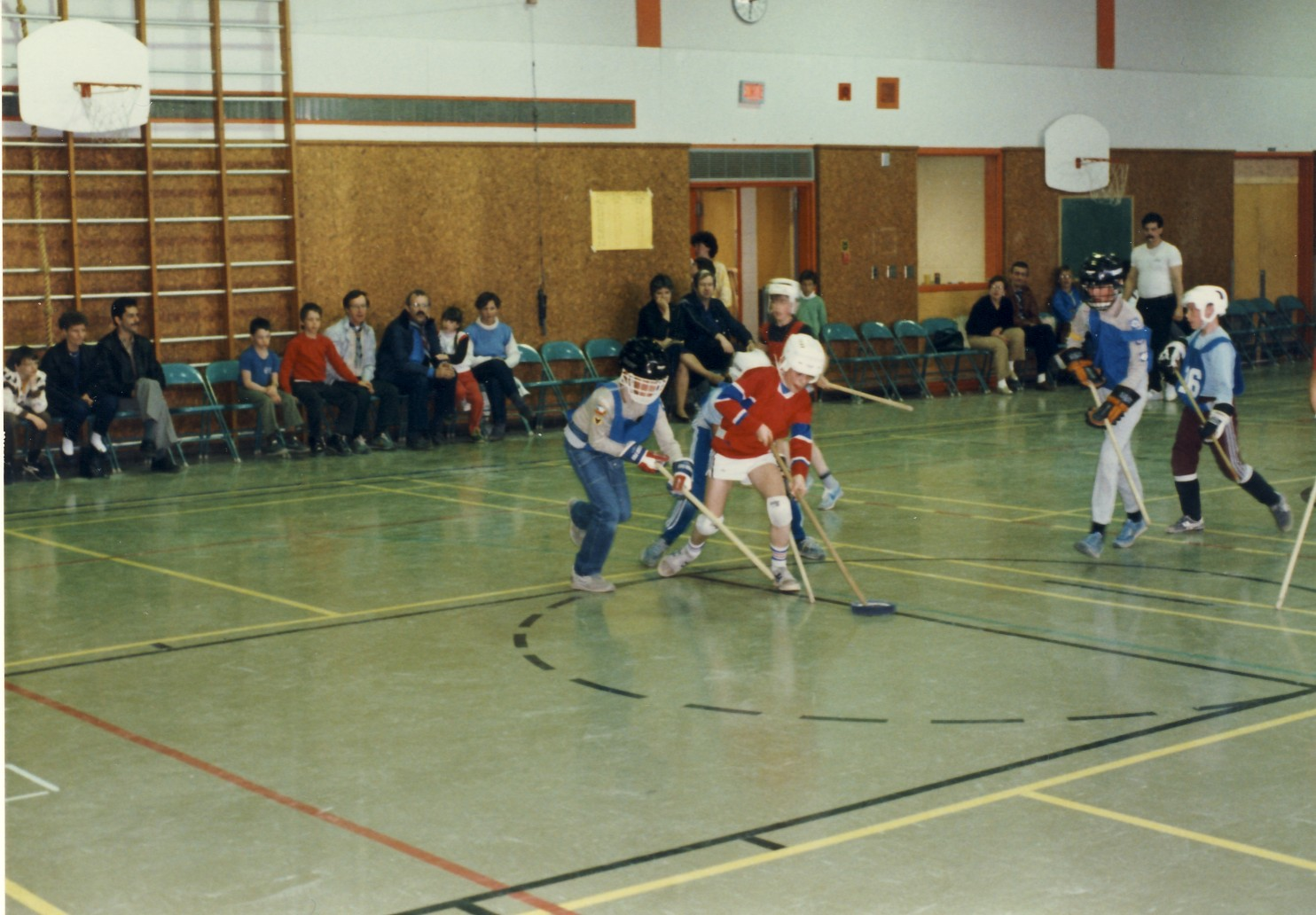